# Andrey-Prévost
Pour les articles homonymes, voir Prévost.
Fernand Andrey-Prévost, né le 13 novembre 1890 à Paris 11e et mort le 31 octobre 1961 à Paris 18e, est un peintre paysagiste français.

## Biographie
Élève de Fernand Cormon, il expose au Salon d'automne La Place Saint-André-des-Arts et au Salon des Tuileries Le Bateau blanc et Petite Place de banlieue. En 1923, au Salon des humoristes, il présente des animaux en fer forgé et, en 1929, des portraits de Montmartrois célèbres.
Au Salon des indépendants, il expose Rue Saint-Séverin et La Rue des Gobelins sous la neige.